# Craugastor polymniae
Craugastor polymniae är en groddjursart som först beskrevs av Campbell, Lamar och Hillis 1989.  Craugastor polymniae ingår i släktet Craugastor och familjen Craugastoridae. IUCN kategoriserar arten globalt som akut hotad. Inga underarter finns listade i Catalogue of Life.